# ФК Феризај
Фудбалски клуб Феризај (алб. Football Club Ferizaj), познат као Феризај, професионални је фудбалски клуб из Урошевца. Игра у Првој лиги Републике Косово.

## Историја
Клуб је основан 1923. године као Борци, а данас је један од најстаријих активних клубова на Косову и Метохији.
Клуб је 7. јула 2019. организовао конференцију за медије на којој је објављено да су енглески и локални инвеститори постали ново руководство. Међу инвеститорима је и бивши репрезентативац Енглеске Брајан Дин, који поседује 50 одсто акција клуба.

## Играчи

### Тренутни тим
Ажурирано 21. августа 2022. 
| Бр. |                    | Позиција | Играч                     |
| --- | ------------------ | -------- | ------------------------- |
| 1   | Србија             | Г        | Леутрим Реџепи            |
| 2   | Србија             | О        | Енхар Цаколи              |
| 3   | Србија             | О        | Дардан Черкини            |
| 4   | Србија             | О        | Гентрит Халили            |
| 5   | Србија             | О        | Ељбасан Таћи              |
| 6   | Северна Македонија | О        | Бехар Барди               |
| 7   | Србија             | Н        | Гензим Руси               |
| 8   | Србија             | Н        | Едон Садрију              |
| 9   | Србија             | Н        | Кенан Орана               |
| 10  | Србија             | С        | Егзон Шабани (3. капитен) |
| 11  | Србија             | Н        | Рамуш Рамадани            |
| 12  | Србија             | Г        | Едисон Реџепи             |
| 13  | Србија             | С        | Ергон Хисени              |
| 14  | Србија             | С        | Аријант Гури              |
| 18  | Србија             | Н        | Блеон Шаћири              |
| 19  | Србија             | С        | Фљорим Бериша (капитен)   |
| 20  | Србија             | О        | Донат Хасанај             |
| 22  | Србија             | С        | Бетим Хаџимуса            |

| Бр. |        | Позиција | Играч                             |
| --- | ------ | -------- | --------------------------------- |
| 23  | Србија | С        | Енис Сефа                         |
| 25  | Србија | С        | Бујар Шабани                      |
| 70  | Србија | Н        | Астрит Фазлију (заменик капитена) |
| 77  | Србија | Н        | Ћлирим Каштањева                  |
| 96  | Србија |          | Оргес Мехмети                     |
| 99  | Србија | Г        | Ардит Мифтари                     |
|     | Србија | Г        | Петрит Терзију                    |
|     | Србија | О        | Аљтин Хаџимуса                    |
|     | Србија | О        | Гентијан Емини                    |
|     | Србија | С        | Бесфорт Емини                     |
|     | Србија | С        | Гентрит Рамуса                    |
|     | Србија | Н        | Генц Бериша                       |
|     | Србија | Н        | Лаурант Бибај                     |
|     | Србија | Н        | Ријад Мурсели                     |
|     | Србија |          | Бленд Топали                      |
|     | Србија |          | Љавдим Грајинца                   |